# Przerzutki
Przerzutki (Archaeognatha syn. Microcoryphia) – owady bezskrzydłe mające żuwaczki zestawione stawowato z głową jedną płaszczyzną. Na odwłoku przydatki przedpłciowe, płciowe oraz przydatki końcowe – boczne i długa nić końcowa.
Do podgromady zaliczane są owady bezskrzydłe szeroko rozprzestrzenione, ale ciepłolubne i wrażliwe na wysychanie. W strefach umiarkowanych występują w siedliskach ciepłych. Żyją pod kamieniami, w rozkładającym się drewnie, w ściółce. Są wszystkożerne i roślinożerne. Znanych jest ok. 350 gatunków, w Polsce 6.

## Rodziny
- Machilidae – przerzutkowate
- Meinertellidae